# Hilaria Supa Huamán
Hilaria Supa Huamán (Huayllacocha, Huarocondo, Anta, Cusco, 28 de desembre de 1957) és una política, activista, dirigent pagesa i lluitadora antiracista peruana d'origen quítxua. En la seva trajectòria ha destacat pel seu defensa dels drets humans, els drets dels pobles indígenes, els drets de les dones indígenes, la lluita contra la tràfic de persones, la defensa dels sabers ancestrals i el dret a utilitzar l'idioma quítxua, part de la identitat i la cultura andina. De 2011 a 2016 va ser parlamentària andina. Prèviament, de 2006 a 2011 va assumir un escó per Cusco al Congrés de la República del Perú per Unión por el Perú, sent la primera congressista d'origen andí que va prestar jurament en un idioma indígena en la història del Perú.

## Biografia
Va néixer a la comunitat de Wayllaqocha, a Anta (Cusco), Va ser criada pels pares de la seva mare, Helena Huamán, Els avis materns, als quals considera pares, van ser peons en una hisenda i la lluita del seu avi davant l'explotació dels hisendats en la seva comunitat va inspirar la seva pròpia lluita.
Va aprendre sobre la violència contra les dones en les hisendes des de molt petita, als quatre anys, explica. En la hisenda l'abús i les violacions contra les dones joves era freqüent i l'única autoritat era l'hisendat. El seu avi plorava i li insistia que ella no havia de permetre que li passés el mateix i havia d'aprendre a defensar-se. Quan van matar al seu avi el 1965 es va traslladar a Arequipa a casa d'una tia a treballar i des dels 7 anys era servidora de la llar. Des de llavors va treballar en servei domèstic a Cusco, Arequipa i Lima.
Va tornar a Anta després que la seva parella, pare dels seus fills va morir en un accident en un camió que va voltejar. Va tenir una altra parella i una filla més. En total dues filles i fill que també va morir en un accident. Va tornar a Cusco amb 22 anys però la realitat del maltractament contra les dones i l'alcoholisme dels home li va fer plantejar-se la necessitat d'organitzar-se. Van començar amb xerrades sobre violència i sobre educació.

### Activisme
En els anys 1980 va començar a comprometre's al costat d'altres dones, en la creació de menjadors per a nens i va tornar a ser presidenta del comitè Micaela Bastidas a Anta. Va participar també en les lluites per la terra i l'aigua.
El 1991 van formar la Federación de Mujeres Campesinas de la Provincia de Anta (FEMCA), en la qual va ser responsable per l'alfabetització de les pageses i el foment de la medicina tradicional. Va criticar l'ús irresponsable de agroquímics.
El 1996 va liderar a les dones que van denunciar les esterilitzacions massives que el govern d'Alberto Fujimori va incentivar contra les pageses peruanes per a reduir la població "indígena".
Hilaria Supa ha participat en reunions internacionals de dones usant i promovent també el seu idioma quítxua. Va ser també dirigenta de la Federació Departamental de Camperols del Cusco, organització regional de la Confederación Campesina del Perú. En el Congrés va destacar per la seva labor en pro de la dona andina i la lluita pels seus drets.
En 2002 va publicar "Los hilos de mi vida" explicant la seva trajectòria. En aquest any va ser distingida pel diploma "Mujeres Emblemática del Perú" al costat de les dotze camperoles denunciants de les esterilitzacions forçades. En 2004 va ser postulada al premi Nobel de la Pau per les dones del Movimiento Amplio, línia fundacional d'Ester Mogollón. i és una de les vuit nominades pel Perú al Premi Mil Mujeres por el Premio Nobel de la Paz 2005.

### Trajectòria política
Va ser triada al Congrés de la República del Perú en 2006 com a candidata de Unión por el Perú i va ser la primera congressista d'origen andí en la història del Perú que va jurar el 25 de juliol en un idioma indígena, en aquest cas quítxua de Cusco, seguida pel seu col·lega María Sumire, per la qual cosa van ser criticades per part de la congressista fujimorista Martha Hildebrandt. Va ser en el seu període de congressista quan va ser conscient de la discriminació explica una dècada més tard:
| « | jo em vaig adonar de la discriminació quan vaig ser congressista. Jo he tingut discriminació tota la meva vida i ho continuo tenint. Jo vaig arribar amb moltes expectatives al congrés, vaig creure que anava a trobar gent culta i bona. Vaig pensar que tots anàvem a conversar i a discutir de temes del poble, de la situació del país, de l'educació, dela salut, de l'agricultura, del desenvolupament del poble. Jo volia una inclusió de veritat. Però no va anar així, la diferència era abismal. Jo em preguntava, aquesta és la gent que ha estudiat en les universitats?, aquesta és la gent que té més coneixement que nosaltres, que té més enteniment que nosaltres? No obstant això es portaven pitjor que nosaltres. Jo pensava que la ignorància era no haver pogut entrar a un col·legi o no haver après a llegir. | » |

Va arribar al Congrés al mateix temps que Alejandro Aguinaga, ministre de Salut de Fujimori i defensor de les esterilitzacions forçades.
El 23 d'abril de 2009, el diario Correo va publicar una foto de la seva llibreta d'anotacions en la qual apareixien faltes de ortografia i gramàtica sota el titular "Quin nivell!". La legisladora i lingüista Martha Hildrebrandt va donar suport aquesta publicació. Això va causar indignació entre els seus col·legues parlamentaris i l'opinió pública per la falta de consideració i burla cap a una persona autodidacta, que mai va tenir oportunitat d'anar a una escola, al que se suma que el seu idioma natal no és el castellà. A més pateix d'artritis a les mans –causada pels anys que va treballar rentant roba– el que no li permet escriure bé sinó a penes gargotejar amb dificultat. Malgrat això va aconseguir tirar endavant.
En 2009 va saltar als titulars la proposta que s'inclogués en el Sistema Nacional de Salut la medicina tradicional legalitzant a les persones que exerceixen la medicina tradicional (remeiers, xamans, llevadores, etc.) adduint que aquells que usen mètodes ancestrals com curar amb herbes o rituals.
A les eleccions generals del Perú de 2011 va ser escollida com 1 dels 5 representants del Perú davant el Parlament Andí.

### Iniciatives
- En un dels salons del Congrés Nacional, pel seu auspici, es va presentar el llibre Una mirada al quechua de Áncash de Félix Julca.[10]
- S'ha realitzat homenatge a Túpac Amaru II al novembre de 2014, en el Congrés Nacional, treball de Supa, CENDAF i altres grups culturals.
- Ha col·laborat en la celebració de Taki Unguy,[11] realitzada a Parinacohas, pel quadringentèssim setantè aniversari (470) d'aquesta gesta de resistència espiritual andina.

## Obres
- Hilos de mi vida – El testimonio de Hilaria Supa Huamán, una campesina quechua Willkamayu Editores, Lima: 2002